# Geografia di Fullmetal Alchemist
La geografia di Fullmetal Alchemist comprende una serie di nazioni che compongono il mondo immaginario in cui si svolgono gli eventi del manga Fullmetal Alchemist e delle opere da esso tratte. Quasi tutta la storia si svolge nello Stato di Amestris, la cui capitale è Central City, dove è situato il governo militare guidato da King Bradley, che domina tutto il Paese.
L'autrice del fumetto ha tratto il nome del Paese principale ispirandosi alla regina persiana Amestris, moglie di Serse I di Persia e madre del Re Artaserse I. Il Paese confina a nord con il regno di Drachma, a sud con il Paese di Aerugo e ad ovest con la nazione di Creta. A est, oltre un grande deserto all'interno del quale si trovano le antiche rovine di Xerxes, si estende l'impero di Xing. Sembra esistere inoltre uno Stato chiamato Donbachi.
Nel manga e in Fullmetal Alchemist: Brotherhood il nome di Amestris viene ripetuto più volte, mentre nella prima serie anime il nome della nazione non viene mai pronunciato ed il racconto si svolge completamente all'interno di Amestris, senza mai sconfinare negli stati circostanti, la cui esistenza viene poco più che accennata. Il nome di Amestris compare però nelle didascalie del lungometraggio Il conquistatore di Shamballa e viene pronunciato nello speciale Fullmetal Alchemist: Reflections. Nella prima serie anime e nel lungometraggio che ne funge da conclusione, inoltre, il mondo di Fullmetal Alchemist è un mondo parallelo rispetto alla nostra Terra: Hohenheim ed Edward, dopo aver attraversato il Portale, si ritrovano infatti in Inghilterra.

## Amestris

Mappa di Amestris

Amestris (アメストリス?, Amesutorisu) è la nazione dove è ambientata la maggior parte della storia di Fullmetal Alchemist. Nel capitolo 105 del manga, Roy Mustang afferma che ci vivono più di cinquanta milioni di persone.

### Aquroya
Aquroya è una città turistica che sorge sulle acque di un grande lago, ma che sta lentamente sprofondando. Compare solo nella prima serie animata, dove la ladra Psiren, prima che sparisca del tutto, decide di commettere furti eclatanti che attirino le genti di Amestris a visitare la città.

### Asbeck
Asbeck è un villaggio nella parte nord del Paese. Vi ha trovato rifugio una comunità di profughi di Ishbar e vi si reca il gruppo di Scar quando viene informato da Alphonse che Briggs non è sicuro per loro. Qui si svolge uno scontro con l'homunculus Envy.

### Baschool
Baschool (ばすこうる?, Basukōru) è una ex città mineraria nella zona nord del Paese, situata ad est di Briggs, dove si svolgono degli scontri con protagonisti Scar, i fratelli Elric, Kimbly ed alcune chimere inviate assieme a lui.

### Briggs
Briggs è una regione montuosa situata sulla frontiera settentrionale della nazione, più a nord di North City. Per evitare invasioni e sconfinamenti da parte del Paese di Drachma, l'esercito ha costruito una grande fortezza gestita dal maggior generale Olivier Milla Armstrong. In questa zona impervia Izumi Curtis si è allenata durante il suo addestramento all'alchimia ed al combattimento. Nel manga e nella seconda serie, l'esercito di Drachma tenta di attaccare la fortezza, ma viene sbaragliato con facilità.

### Central City
Central City è la città sviluppata e progredita che ospita il governo militare. Tra le sue vie sorgono i laboratori dell'esercito e la grande Biblioteca Nazionale. Sotto alla città vi è una serie di passaggi e di tubature che portano alla base segreta del Padre, il capo degli homunculus, che vive sottoterra. Nella prima serie animata, sotto a Central è sepolta da alcune centinaia di anni, in una enorme caverna, una città precedente, la cui popolazione è stata sacrificata per ottenere una pietra filosofale completa attraverso un enorme cerchio alchemico: l'intera città è stata fatta sparire per nascondere le prove di quanto successo.

### Dublith
Dublith è una città a sud di Central City, dove vive la maestra di alchimia dei fratelli Elric, Izumi Curtis. In questa città è situato anche il Devil's Nest, il covo di Greed e dalle sue chimere fino a quando l'esercito non fa irruzione.

### East City
East City è una metropoli situata nel cuore delle regioni orientali del paese e scelta dall'esercito per ospitare il proprio quartier generale con cui avrebbe governato tali zone.

### Ishbar
Ishbar (イシュヴァール?, Ishuvāru), chiamata Ishval in Brotherhood, è una regione situata a est di Central City, popolata da persone dalle pelle scura e dagli occhi rossi che adorano il Dio Ishivara. Per il loro credo, l'alchimia è una pratica diabolica ed eretica e pertanto proibita. I fedeli di Ishivara, stanchi dei soprusi del governo militare, dopo che un ufficiale (in realtà Envy) uccise senza apparente motivo un bambino si ribellarono dando inizio una violenta guerra civile che durò sette anni. Il conflitto cessò con l'intervento degli Alchimisti di Stato che rasero al suolo Ishval, provocando una diaspora della popolazione civile che fu smistata nelle zone concesse dal governo militare. Nel corso della vicenda i protagonisti scoprono che la causa della guerra fu il fatto che Ishval sorgeva su uno dei punti su cui era necessario spargere una grande quantità di sangue per creare un "Sigillo di Sangue" cioè uno dei punti fondamentali per disegnare il Cerchio alchemico disegnato su tutta Amestris nel corso degli anni. Dopo la morte del Padre Amestris, sotto il comando di Roy Mustang, comincia una politica per la ricostruzione di Ishval con l'aiuto di Scar e di Miles.

### Kanama
Kanama è una baraccopoli nei pressi di Central City, a sud. Qui si ritrovano Ed, Al, Van Hohenheim, Greed ed altri personaggi, e nei suoi pressi si svolge un grande scontro con Gluttony e Pride, e successivamente Alphonse vi combatte contro Pride e Zolf J. Kimbly.

### Kishua
Kishua è una città del sud nei cui pressi sorge una grande baraccopoli in cui abitano i derelitti e i nullatenenti. È qui che, nella prima serie animata, Scar parla con l'Esiliato e scopre la verità sulla pietra filosofale.

### Reole
Reole (in Brotherhood Liore) è una città situata sulla frontiera orientale della nazione. I cittadini adorano il Dio del Sole Letho a cui hanno dedicato una grande cattedrale. Il culto di Letho è amministrato dal sacerdote Cornello che, utilizzando una falsa pietra filosofale, compie "miracoli" che gli garantiscono la fedeltà dei cittadini. Viene smascherato da Edward, che gli fa rivelare pubblicamente i suoi desideri di conquista e poi ucciso dagli homunculus. Envy prende il suo posto per mettere i cittadini gli uni contro gli altri e far ribellare la città contro il governo centrale. Questo in realtà faceva parte del piano per la creazione di un "Sigillo di sangue" necessario per la creazione del Cerchio alchemico che copre tutta Amestris. Nella prima serie animata Rose ed i suoi concittadini sono caratterizzati da una carnagione piuttosto scura.

### Resembool
Resembool è la cittadina nativa dei fratelli Elric e della famiglia Rockbell, situata a sud-est di Central City. È un villaggio pacifico e tranquillo dove si stabilì per qualche tempo il famoso alchimista Van Hohenheim. Nel manga viene accennato il fatto che è stata colpita dalla guerra civile e che avrebbe prosperato se i militari fossero intervenuti prima.

### Rush Valley
Rush Valley è la città di riferimento per i meccanici di automail, dove è possibile trovare ottimi arti artificiali e grandi esperti in materia. Si trova nella zona Sud del Paese. Vi vivono Paninya e Dominic, colui che le ha donato due gambe nuove.

### Xenotime
Xenotime è una cittadina in cui si trova la misteriosa sorgente dell'acqua rossa da cui, nella prima serie animata, è possibile sintetizzare un primo tipo di pietra rossa. L'acqua rossa e i suoi vapori tuttavia, sono tossici per il corpo umano, e provocano negli adulti una tosse cronica mentre nei neonati un morbo che può portare alla morte.

### Youswell
Youswell è una valle sotto il controllo dell'esercito che ospita alcune miniere di carbone. Il locale villaggio di minatori, è vessato dalle pesanti tasse del governatore della zona, Yoki che però verrà ingannato da Edward a cui cederà il controllo delle miniere. L'Alchimista di Stato a questo punto cede l'atto di proprietà ai minatori che riescono a far prosperare l'intera valle. Si trova al confine orientale della regione.

### Table City
Table City compare nel lungometraggio Fullmetal Alchemist - La sacra stella di Milos. Si trova nella parte sud-ovest del Paese, lungo il confine con Creta. I due Stati sono separati da un profondo canyon, sul fondo del quale vivono, in condizioni di estrema miseria, i discendenti degli abitanti di Milos, il precedente nome della città. In passato autonoma, Milos è stata poi conquistata da Creta per alcuni secoli, per poi passare in mano ad Amestris, che le ha cambiato nome in Table City e ha imposto una sua guarnigione militare. Nei livelli inferiori della città sono ancora presenti i resti delle antiche abitazioni di Milos. Table City nasconde un antico meccanismo che, facendo scorrere sangue umano attraverso una rete di tubazioni che si snoda per la città, attiva un grande cerchio alchemico tridimensionale che, sacrificando le persone che si trovano in una serie di stanze, crea la leggendaria Stella sacra di Milos, cioè una pietra filosofale.

## Drachma
Drachma è uno Stato che si trova a nord di Amestris. Nel manga e in Brotherhood l'esercito di Drachma tenta di attaccare la fortezza di Briggs sotto il comando di Kimbly, il quale promette che parte della fortezza aiuterà gli invasori a passare, ma la promessa di Kimbly non viene mantenuta e l'esercito di Drachma viene facilmente massacrato dai difensori di Briggs. Questo in realtà faceva parte del piano per la creazione di un "Sigillo di sangue" necessario per la creazione del Cerchio alchemico che copre tutta Amestris. Tensioni con questa nazione vengono nominate anche nella prima serie anime.

## Creta
Creta (o Crata) è una nazione che si trova ad ovest di Amestris. Non è chiaro se i conflitti ai confini occidentali di Amestris siano riconducibili a questo stato o a Drachma, visto che entrambi confinano con la parte occidentale di Amestris.

## Xerxes
Xerxes (o Xerses) è un'antica città-stato, ormai ridotta a macerie nel deserto. Si trova infatti in una grande area desertica situata ad est di Amestris, prima di Xing.

## Xing
Xing è un grande impero che si trova ad est di Amestris, oltre un grande deserto. È governato da un imperatore che ha molte mogli, provenienti dai vari clan in cui è diviso l'impero: i numerosi principi suoi figli si contendono i suoi favori nella speranza di venire da lui scelti nella successione al trono e così portare prosperità al proprio clan. Nell'edizione italiana del manga i personaggi provenienti da Xing vengono fatti parlare con accento cinese quando si esprimono nella lingua di Amestris, sostituendo la "L" alla "R". Nell'edizione italiana della serie Brotherhood questa particolarità non è stata inserita.

## Aerugo
Aerugo è una nazione che si trova a Sud di Amestris. In passato ha supportato la rivolta di Ishbar fornendo loro armi, ma poi ha rifiutato di accoglierne i profughi, lasciandoli al loro destino; quando Fury viene inviato al Sud, si trova al fronte a combattere contro l'esercito di questa nazione.

## Donbachi
Donbachi viene citato nel capitolo 78 del manga, dove viene riportato che Kain Fury si trovi al fronte, a sud, a combattere contro le truppe di Aerugo e Donbachi: quest'ultimo sembra di conseguenza essere uno Stato alleato con Aerugo, ma il suo nome non è indicato nelle mappe mostrate nell'arco della serie.

## Milos
Milos compare nel lungometraggio Fullmetal Alchemist - La sacra stella di Milos. Secoli prima era un piccolo Stato indipendente, posizionato fra Creta ed Amestris. Poi Creta lo conquistò e comincio un'opera di scavo attorno alla città, alla ricerca della leggendaria "stella sacra" di Milos. A distanza di alcuni secoli, gli scavi hanno portato alla creazione di un profondo canyon; alcuni anni prima dell'arrivo di Ed e Al sul luogo, Amestris ha conquistato la città, così al momento essa segna il confine fra Amestris e Creta. La città, ribattezzata Table City, è ora controllata dai militari di Amestris, mentre sull'altra sponda del canyon si affaccia una base di Creta; entrambe le nazioni riversano rifiuti nel canyon, sul fondo del quale vivono, in condizioni di estrema povertà, i discendenti di Milos, che vengono sfruttati e osteggiati dalle due grandi potenze. Alcuni abitanti di Milos si sono organizzati nel gruppo dei "pipistrelli neri", con l'intento di trovare il potere necessario a riconquistare la città sovrastante.